# Kladruby nad Labem
Kladruby nad Labem è un comune della Repubblica Ceca facente parte del distretto di Pardubice, nella regione omonima. Nel 2019 è stato inserito nella lista dei patrimoni dell'Unesco.